# Iris Tanner

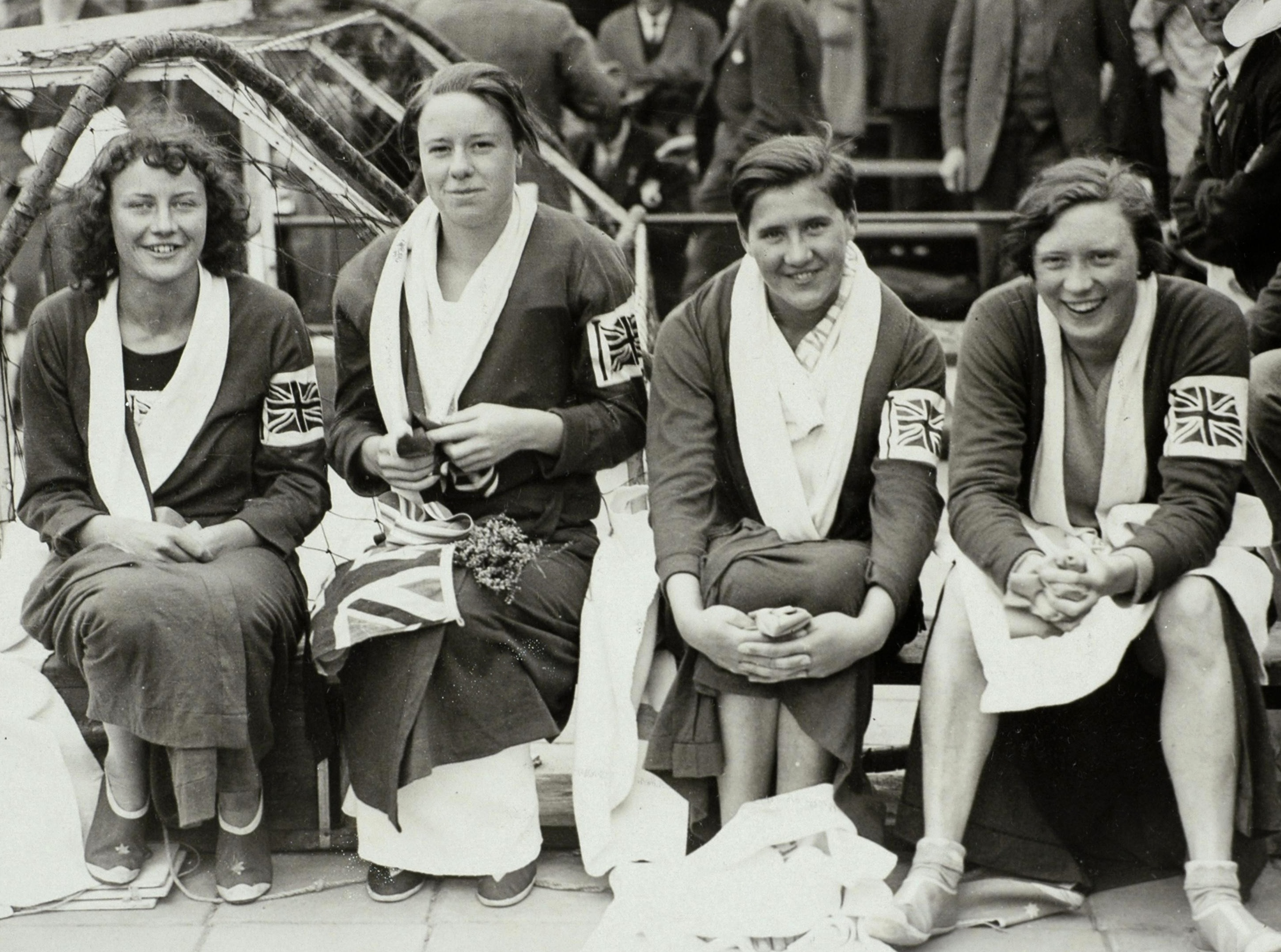
Sztafeta Brytyjek na Igrzyskach w Amsterdamie. Iris Tanner (najbardziej po prawej).

Iris Vera Tanner, primo voto Murrell, secundo voto Curran (ur. 20 listopada 1906 w Eastbourne, zm. 22 lutego 1971 w Alfriston) – angielska pływaczka reprezentująca Wielką Brytanię, medalistka igrzysk olimpijskich.
Tanner reprezentowała kraj na igrzyskach olimpijskich dwukrotnie.
Podczas VIII Letnich Igrzysk Olimpijskich w Paryżu Tanner wystartowała w trzech konkurencjach. W wyścigu na 100 metrów stylem dowolnym wystartowała w pierwszym wyścigu eliminacyjnym. Zajęła w nim drugie, premiowane awansem miejsce, z czasem 1:22,4. W pierwszym półfinale zajęła trzecie miejsce z czasem 1:18,6. Zawodniczka, która zajęła trzecie miejsce w drugim półfinale, Nowozelandka Gwitha Shand uzyskała gorszy czas, co oznaczało dla Brytyjki awans do finału. W finale Tanner z czasem 1:20,8, zajęła piąte miejsce. W wyścigu na dystansie 400 metrów stylem dowolnym Brytyjka wystartowała w czwartym wyścigu eliminacyjnym. Zajęła w nim drugie miejsce z czasem 6:35,4 i awansowała do półfinału. W półfinale ponownie zajęła trzecie miejsce z czasem 6:34,0, lecz tym razem to Nowozelandka Shand (trzecie miejsce w drugim z półfinałów) była lepsza, co oznaczało dla Tanner koniec rywalizacji na tym dystansie. Tanner znalazła się także w składzie brytyjskiej sztafety 4 × 100 m stylem dowolnym. Płynęła tam na ostatniej zmianie, a ekipa Brytyjek z czasem 5:17,0 wywalczyła srebrny medal.
Podczas IX Letnich Igrzysk Olimpijskich w 1928 roku rozgrywanych w Amsterdamie, Tanner wystartowała w tych samych konkurencjach co w Paryżu. W wyścigu na 100 metrów stylem dowolnym wystartowała w trzecim wyścigu eliminacyjnym. Zajęła w nim drugie, premiowane awansem miejsce, z czasem 1:26,4. W pierwszym półfinale zajęła czwarte miejsce (czas nieznany), co oznaczało dla niej koniec rywalizacji. W wyścigu na dystansie 400 metrów stylem dowolnym Brytyjka wystartowała w drugim wyścigu eliminacyjnym. Zajęła w nim drugie miejsce z czasem 6:11,0 i awansowała do półfinału. W półfinale  zajęła trzecie miejsce z czasem 6:09,0, co pozwoliło jej awansować do półfinału, w którym szóste miejsce. Tanner znalazła się także w składzie brytyjskiej sztafety 4 × 100 m stylem dowolnym. W eliminacjach płynęła na drugiej, a w finale na trzeciej zmianie. Brytyjki z czasem 5:02,8 zdobyły srebrny medal.
Tanner reprezentowała barwy klubu Eastbourne Swimming Club.